# 白腰兀鷲
也称拟兀鹫，为鹰科兀鹫属的鸟类。在中国大陆，分布于云南等地，多生活于开阔地区以及筑巢于高的树上。该物种的模式产地在孟加拉国。其种加词“bengalensis ”意为“孟加拉的”。

## 保护
- 中国国家重点保护动物等级：一级[3]